# جون كولينز (رجل أعمال)
جون كولينز (بالإنجليزية: John Collins)‏ هو شخصية أعمال بريطاني، ولد في 1941.